# Евстигнеева, Любовь Николаевна
Любовь Николаевна Евстигнеева — звеньевая виноградарского совхоза «Суворовский» Министерства пищевой промышленности СССР, Минераловодский район Ставропольского края. Герой Социалистического Труда (1950).

## Биография
Любовь Николаевна Евстигнеева родилась в 1922 году в селе Прикумском ныне Минераловодского района Ставропольского края..
После окончания школы работала в совхозе «Темпельгоф-Бештау», который в 1948 году был переименован в совхоз «Суворовский». Позднее Евстигнеева Л. Н. возглавила виноградарское звено и а 1949 году по итогам работы была награждена первым орденом Ленина.
За большие успехи, достигнутые в получении высоких урожаев винограда Указом Президиума Верховного Совета СССР от 16 октября 1950 года Любови Николаевне Евстигнеевой присвоено звание Героя Социалистического Труда с вручением ордена Ленина и золотой медали «Серп и молот» .
До выхода на пенсию Любовь Николаевна Евстигнеева (Гарманова в замужестве) продолжала работать в совхозе, и её звено продолжало получать высокие урожаи винограда.
Скончалась в 1994 году, похоронена на гражданском кладбище в селе Прикумское.

## Награды
- Орден Ленина (5 октября 1949 года)
- Звание Герой Социалистического Труда (16 октября 1950 года);
- Медаль «Серп и Молот» (16 октября 1950 года) — № 5749);
- Орден Ленина (16 октября 1950 года) — № 125727);
- медали.